# Buggyra

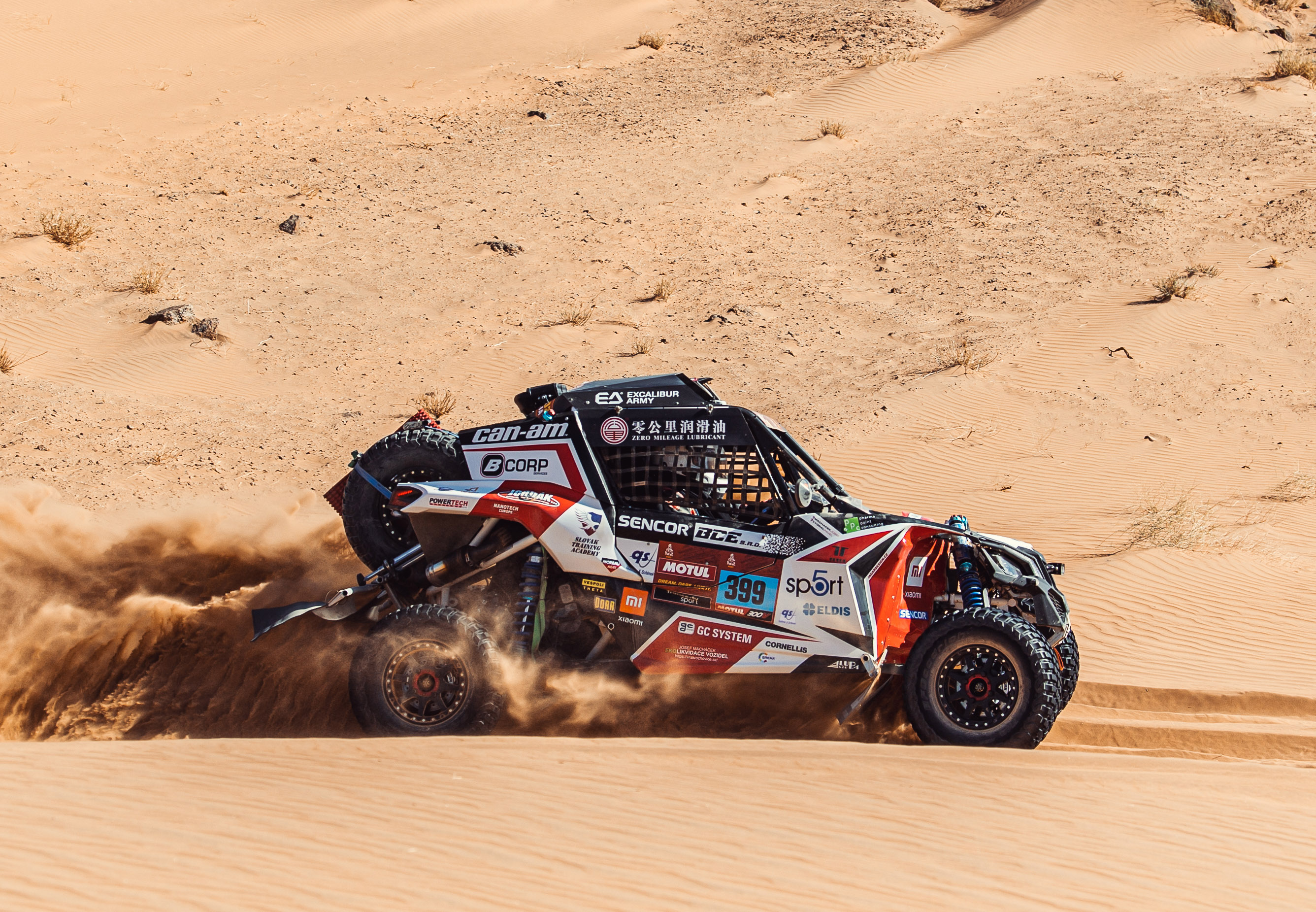
Can-Am BUGGYRA DV50 XRS Josefa Macháčka a Pavla Vyorala na Rallye Dakar v roce 2021

Buggyra je registrovaná ochranná známka, jejíž původ se datuje do roku 1969. Zakladatelem značky byl český automobilový designér, konstruktér a závodník Václav Král (1936–2005).

## 1969–1999
Václav Král v době socializmu prezentoval pod značkou Baghira projekty jako třeba závodní speciál Tatra Baghira, případně model Spider, který vznikl ve spolupráci s automobilkou Škoda Mladá Boleslav. V roce 1993 pak došlo k setkání Václava Krále s v té době začínajícím účastníkem ME tahačů Martinem Kolocem. První fáze spolupráce vyvrcholila v roce 1997 společným modelem Praga, se kterým skončil Martin Koloc v evropském šampionátu v závodech tahačů na druhém místě.

## 2000–2010
V roce 2000 svěřil Václav Král svou značku a její další vývoj do rukou Martina Koloce. V důsledku patentové ochrany a registrace ochranné známky, se z Baghiry (inspiraci našel Král v černé pumě z Knihy Džunglí, jméno bylo jeho skautskou přezdívkou) stala Buggyra a registrátorem se stala investiční skupina Ryss & Lynx. Pod nově modifikovanou značkou dochází ke vzniku závodního týmu Buggyra International Racing System registrovaném u Autoklubu ČR. V roce 2001 se tým Buggyra IRS zúčastnil jako vůbec první ryze privátní subjekt ME tahačů v tehdejší královské třídě Super Race Truck. Vedle závodních speciálů MK01 a dvou MK02 vznikl i rychlostní speciál, se kterým David Vršecký překonal na jaře 2004 v Dubaji světový rychlostní rekord v jízdě závodním tahačem na 1 km, když dosáhl průměrné rychlosti 281.723 km/h. Jednalo se o poslední závodní speciály, na kterých se Václav Král podílel.
Příběh týmu, který během deseti let své existence vybojoval pět individuálních titulů evropských šampiónů, slavil tři triumfy v Poháru konstruktérů a je podepsán pod dvěma světovými rychlostními rekordy, zaujal televizní stanice Discovery Channel. V roce 2010 vznikl dokument s názvem Mega World Czech Republic kde se vedle Pražského hradu, Plzeňského Prazdroje či trhavin Semtex, dostalo patřičného prostoru rovněž značce Buggyra.

## 2011–2019
V roce 2011 Buggyra poprvé vstoupila skrze své ambasadory Davida Vršeckého a závodního inženýra Robina Dolejše na nejslavnější dálkový závod planety – Rally Dakar. Prvním krokem byla speciální verze motoru Gyrtech pro tento závod odvozená od motoru pro okruhové závody tahačů. V roce 2014 se závodu poprvé účastní pod licencí soutěžícího registrovaném u Autoklubu ČR pod názvem Tatra Buggyra Racing a s jedním závodním speciálem TATRA 815 Buggyra. Následně tým vyhrál ve výběrovém řízení automobilky Tatra Trucks, a.s. na oficiální podporu v závodech. Od roku 2014 je tým pravidelným účastníkem slavné rally a během účinkování tým získal 2 etapová vítězství. V roce 2017 se tým zúčastnil rovněž rusko – čínské Silk Way Rally, kde Martin Kolomý vyhrál 3 etapy.
V roce 2017 tým Buggyra IRS dovedl po Gerdu Körberovi, Markusi Bösigerovi a Davidu Vršeckém dalšího pilota k zisku titulu mistr Evropy v závodech tahačů na okruzích. Stal se jím Adam Lacko. V roce 2014 Buggyra rozšířila své pole působnosti do Číny, kde se svými vozy TATRA Buggyra a poté Buggyra ZERO vyhrál v letech 2016–2018 David Vršecký mistrovský titul. V roce 2019 rozšiřuje své aktivity o okruhové závodění luxusních vozu Lamborghini Huracan Super Trofeo ve spolupráci s Mičánek Motorsport.
Značka Buggyra však není od roku 2018 pouze o závodění. Důkazem je vstup do světa kryptoměn v podobě Buggyra Coin Zero nebo do světa mobilních aplikací B-CHAT.
Na konci roku 2019 značka BUGGYRA oslavila 50 let výročí.

## 2020–...
Rok 2020 byl významně ovlivněn celosvětovými opatřeními v souvislosti s nemocí covid-19. Přestože se velká část závodních seriálů rušila či přesouvala, závodní tým BUGGYRA naopak své aktivity rozšiřoval o nové závodní speciály. Do stáje tak přibyl vůz Mercedes AMG GT3 a dva vozy GT4 pro okruhové závody. Pro závody Rallye Dakar tým postavil nové speciály pro kategorii T3 Prototype a angažoval českou legendu Josefa Macháčka. Ten s vozem Can-Am BUGGYRA DV50 XRS hned následující rok vyhrál a rozšířil počet vítězství na slavné rallye na celkové číslo 6.

## Závodníci a týmy
- Josef Macháček
- David Vršecký
- Adam Lacko
- Teo Calvet
- Ignacio Casale
- Yasmeen Koloc
- Aliyyah Koloc
- Tatra

## Buggyra – výsledkové listiny od roku 1969
| ROK  | UMÍSTĚNÍ                   | UMÍSTĚNÍ                   | VYHRANÉ závody/fáze        | POSÁDKA                  | POSÁDKA                       | ZÁVODNÍ SPECIÁL              | MOTOR                                              |                                                                     |
| ROK  | Individuální               | Týmové                     | VYHRANÉ závody/fáze        | Pilot                    | Kopilot                       | ZÁVODNÍ SPECIÁL              | MOTOR                                              |                                                                     |
| ---- | -------------------------- | -------------------------- | -------------------------- | ------------------------ | ----------------------------- | ---------------------------- | -------------------------------------------------- | ------------------------------------------------------------------- |
| 1969 |                            |                            |                            |                          |                               |                              |                                                    | Založení značky BAGHIRA Václavem Králem.                            |
| 1970 |                            |                            |                            | Král Václav              |                               | Tatra Baghira                | V8, 4+1 manual                                     | Tatra Baghira                                                       |
| 1978 |                            |                            |                            | Král Václav              |                               | Škoda Baghira Spider 1900    | Škoda 120                                          | Škoda Baghira Spider 1200, Československo 1978                      |
| 1979 |                            |                            |                            | Pipek Marek              |                               | Škoda Baghira Spider 1900    | Škoda 130 RS                                       |                                                                     |
| 1993 | 7. místo                   |                            |                            | Koloc Martin             |                               | LIAZ 150.571                 |                                                    |                                                                     |
| 1994 | 2. místo                   |                            | 19 výher                   | Koloc Martin             |                               | SISU SR 340                  |                                                    |                                                                     |
| 1995 | 1. místo                   |                            | 20 výher                   | Koloc Martin             |                               | SISU SR 340                  |                                                    | Martin Koloc – držitel trofeje Zlatý volant                         |
| 1996 | 1. místo                   |                            | 16 výher                   | Koloc Martin             |                               | SISU SR 340                  |                                                    | Další Zlatý volant pro Martina Koloce                               |
| 1997 | 3. místo                   |                            | 14 výher                   | Koloc Martin             |                               | PRAGA TN 21.420              |                                                    |                                                                     |
| 1998 | 3. místo                   |                            | 8 výher                    | Koloc Martin             |                               | SISU SL 250                  |                                                    |                                                                     |
| 1998 | 13. místo                  |                            |                            | Vršecký David            |                               | SISU SL 250                  |                                                    |                                                                     |
| 1999 | 11. místo                  |                            | 4 výhry                    | Koloc Martin             |                               | SISU SL 250                  |                                                    |                                                                     |
| 1999 | 6. místo                   |                            |                            | Landa Daniel             |                               | SISU SL 250                  |                                                    |                                                                     |
| 1999 | 7. místo                   |                            |                            | Tucker Chris             |                               | SISU SL 250                  |                                                    |                                                                     |
| 2000 | 5. místo                   |                            | 1 výhra                    | Landa Daniel             |                               | SISU SL 250                  |                                                    |                                                                     |
| 2000 | 8. místo                   |                            |                            | Tucker Chris             |                               | SISU SL 250                  |                                                    |                                                                     |
| 2000 | 14. místo                  |                            |                            | Vlachová Lenka           |                               | SISU SL 250                  |                                                    |                                                                     |
| 2001 | 8. místo                   |                            |                            | Körber Gerd              |                               | Buggyra MK01                 | 12.000 cm³, GYRTECH MK 001                         |                                                                     |
| 2002 | 6. místo                   |                            |                            | Vršecký David            |                               | Buggyra MK02                 | 12.000 cm³, GYRTECH MK 002                         |                                                                     |
| 2002 | 1. místo                   |                            | 2 výhry                    | Körber Gerd              |                               | Buggyra MK02                 | 12.000 cm³, GYRTECH MK 002                         |                                                                     |
| 2003 | 3. místo                   |                            | 1 výhra                    | Vršecký David            |                               | Buggyra MK03                 | 12.000 cm³, GYRTECH MK 003                         |                                                                     |
| 2003 | 1. místo                   |                            | 4 výhry                    | Körber Gerd              |                               | Buggyra MK03                 | 12.000 cm³, GYRTECH MK 003                         |                                                                     |
| 2003 | 4. místo                   |                            |                            | Albacete Antonio         |                               | Buggyra MK03                 | 12.000 cm³, GYRTECH MK 003                         |                                                                     |
| 2004 | 281,723 km/h – 1 km FS     | 281,723 km/h – 1 km FS     | 281,723 km/h – 1 km FS     | Vršecký David            |                               | Buggyra MK SRC01             | 12.000 cm³, GYRTECH MK SRC/001                     | Highway E611, Dubai – UAE (12.2.2004)                               |
| 2004 | DNF – 1Mile FS             | DNF – 1Mile FS             | DNF – 1Mile FS             | Bin Sulayem Mohamed      |                               | Buggyra MK SRC01             | 12.000 cm³, GYRTECH MK SRC/001                     | Highway E611, Dubai – UAE (12.2.2004)                               |
| 2004 | 3. místo                   |                            | 1 výhra                    | Vršecký David            |                               | Buggyra MK04                 | 12.000 cm³, GYRTECH MK 004                         |                                                                     |
| 2004 | 4. místo                   |                            | 3 výhry                    | Albacete Antonio         |                               | Buggyra MK04                 | 12.000 cm³, GYRTECH MK 004                         |                                                                     |
| 2004 | 2. místo                   |                            | 1 výhra                    | Faure Ludovic            |                               | Buggyra MK04                 | 12.000 cm³, GYRTECH MK 004                         |                                                                     |
| 2004 |                            |                            |                            | Körber Gerd              |                               | Buggyra FREIGHTLINER MK R-01 | 12.500 cm³, GYRTECH MK04                           | Účast ve 3 závodech – NURBURGRING, MOST, LE MANS                    |
| 2005 | 4. místo                   |                            | 2 výhry                    | Vršecký David            |                               | Buggyra FREIGHTLINER MK R-05 | 12.500 cm³, GYRTECH MK05                           |                                                                     |
| 2005 | 3. místo                   |                            | 6 výher                    | Körber Gerd              |                               | Buggyra FREIGHTLINER MK R-05 | 12.500 cm³, GYRTECH MK05                           |                                                                     |
| 2005 |                            |                            |                            | Lacko Adam               |                               | Buggyra FREIGHTLINER MK R-05 | 12.500 cm³, GYRTECH MK05                           | Účast ve 3 závodech - MISANO, NURBURGRING, MOST                     |
| 2006 | 5. místo                   |                            | 2 výhry                    | Vršecký David            |                               | Buggyra FREIGHTLINER MK R-06 | 12.500 cm³, GYRTECH MK06                           |                                                                     |
| 2006 | 2. místo                   |                            | 4 výhry                    | Körber Gerd              |                               | Buggyra FREIGHTLINER MK R-06 | 12.500 cm³, GYRTECH MK06                           |                                                                     |
| 2006 | DNF - 1 km FS              | DNF - 1 km FS              | DNF - 1 km FS              | Vršecký David            |                               | Buggyra MK SRC06             | 12.000 cm³, GYRTECH MK SRC/006                     | Highway D11, Hradec Kralove, CZ (9.12 2006)                         |
| 2007 | 3. místo                   | 1. místo                   | 5 výher                    | Vršecký David            |                               | Buggyra FREIGHTLINER MK R-07 | 12.500 cm³, GYRTECH MK07-3EC                       |                                                                     |
| 2007 | 1. místo                   | 1. místo                   | 7 výher                    | Bösiger Markus           |                               | Buggyra FREIGHTLINER MK R-07 | 12.500 cm³, GYRTECH MK07-3EC                       |                                                                     |
| 2008 | 1. místo                   | 1. místo                   | 5 výher                    | Vršecký David            |                               | Buggyra FREIGHTLINER MK R-08 | 12.500 cm³, GYRTECH MK08-3EC                       |                                                                     |
| 2008 | 2. místo                   | 1. místo                   | 6 výher                    | Bösiger Markus           |                               | Buggyra FREIGHTLINER MK R-08 | 12.500 cm³, GYRTECH MK08-3EC                       |                                                                     |
| 2008 | 171,878 km/h - 1 km SS     | 171,878 km/h - 1 km SS     | 171,878 km/h - 1 km SS     | Vršecký David            |                               | Buggyra MK SRC08-SS          | 12.000 cm³, GYRTECH MK SRC/008-SS                  | Airport Panensky Tynec, CZ (3.12.2008)                              |
| 2009 | 1. místo                   | 1. místo                   | 17 výher                   | Vršecký David            |                               | Buggyra FREIGHTLINER BIG BOY | 12.500 cm³, GYRTECH MK09-3EC                       |                                                                     |
| 2009 | 4. místo                   | 1. místo                   | 3 výhry                    | Bösiger Markus           |                               | Buggyra FREIGHTLINER BIG BOY | 12.500 cm³, GYRTECH MK09-3EC                       |                                                                     |
| 2010 | 177,341 km/h – 100 km SS   | 177,341 km/h – 100 km SS   | 177,341 km/h – 100 km SS   | Vršecký David            |                               | Buggyra BIG BOY #01 SS       | 12.500 cm³, GYRTECH MK R-10 SS                     | Dekra oval, Lausitzring, Germany (16.4.2010)                        |
| 2010 | 178,568 km/h – 100Miles SS | 178,568 km/h – 100Miles SS | 178,568 km/h – 100Miles SS | Vršecký David            |                               | Buggyra BIG BOY #01 SS       | 12.500 cm³, GYRTECH MK R-10 SS                     | Dekra oval, Lausitzring, Germany (16.4.2010)                        |
| 2010 | 178,986 km/h – 1Hr SS      | 178,986 km/h – 1Hr SS      | 178,986 km/h – 1Hr SS      | Vršecký David            |                               | Buggyra BIG BOY #01 SS       | 12.500 cm³, GYRTECH MK R-10 SS                     | Dekra oval, Lausitzring, Germany (16.4.2010)                        |
| 2010 | 5. místo                   | 4. místo                   | 2 výhry                    | Vršecký David            |                               | Buggyra FREIGHTLINER BIG BOY | 12.500 cm³, GYRTECH MK10R-3EC                      |                                                                     |
| 2010 | 9. místo                   | 4. místo                   |                            | Nittel Uwe               |                               | Buggyra FREIGHTLINER BIG BOY | 12.500 cm³, GYRTECH MK10R-3EC                      |                                                                     |
| 2011 | 5. místo                   | 4. místo                   | 5 výher                    | Vršecký David            |                               | Buggyra FREIGHTLINER BIG BOY | 12.500 cm³, GYRTECH MK10R-3EC                      |                                                                     |
| 2011 | 8. místo                   | 4. místo                   |                            | Levett Chris             |                               | Buggyra FREIGHTLINER BIG BOY | 12.500 cm³, GYRTECH MK10R-3EC                      |                                                                     |
| 2012 | 5. místo                   |                            | 4 výhry                    | Vršecký David            |                               | Buggyra FREIGHTLINER BIG BOY | 12.500 cm³, GYRTECH MK10R-3EC                      |                                                                     |
| 2012 |                            |                            |                            | Jegorov Jurij            |                               | Buggyra FREIGHTLINER BIG BOY | 12.500 cm³, GYRTECH MK10R-3EC                      | Účast ve 3 závodech – NURBURGRING, SMOLENSK, LE MANS                |
| 2012 |                            |                            |                            | Konovalov Michail "Mike" |                               | Buggyra FREIGHTLINER BIG BOY | 12.500 cm³, GYRTECH MK10R-3EC                      | Účast v 1 závodu – SMOLENSK                                         |
| 2012 |                            |                            |                            | Matějovský Michal        |                               | Buggyra FREIGHTLINER BIG BOY | 12.500 cm³, GYRTECH MK10R-3EC                      | Účast ve 2 závodech – MOST, JARAMA                                  |
| 2013 | 185,316 km/h - 100 km SS   | 185,316 km/h - 100 km SS   | 185,316 km/h - 100 km SS   | Vršecký David            |                               | Buggyra BIG BOY #02 SS       | 12.500 cm³, GYRTECH MK R-13 SS                     | Dekra oval, Lausitzring, Germany (13.4.2010)                        |
| 2013 | 186,755 km/h - 100Miles SS | 186,755 km/h - 100Miles SS | 186,755 km/h - 100Miles SS | Vršecký David            |                               | Buggyra BIG BOY #02 SS       | 12.500 cm³, GYRTECH MK R-13 SS                     | Dekra oval, Lausitzring, Germany (13.4.2010)                        |
| 2013 | 187,518 km/h - 1Hr SS      | 187,518 km/h - 1Hr SS      | 187,518 km/h - 1Hr SS      | Vršecký David            |                               | Buggyra BIG BOY #02 SS       | 12.500 cm³, GYRTECH MK R-13 SS                     | Dekra oval, Lausitzring, Germany (13.4.2010)                        |
| 2013 | 5. místo                   |                            | 2 výhry                    | Vršecký David            |                               | Buggyra FREIGHTLINER BIG BOY | 12.500 cm³, GYRTECH RACE POWER MK-13 3EC           |                                                                     |
| 2013 |                            |                            |                            | Jegorov Jurij            |                               | Buggyra FREIGHTLINER BIG BOY | 12.500 cm³, GYRTECH RACE POWER MK-13 3EC           | Účast v 5 závodech – MISANO, NAVARRA, NOGARO, NURBURGRING, SMOLENSK |
| 2013 |                            |                            |                            | Matějovský Michal        |                               | Buggyra FREIGHTLINER BIG BOY | 12.500 cm³, GYRTECH RACE POWER MK-13 3EC           | Účast v 1 závodu – MOST                                             |
| 2013 |                            |                            |                            | Lohr Ellen               |                               | Buggyra FREIGHTLINER BIG BOY | 12.500 cm³, GYRTECH RACE POWER MK-13 3EC           | Účast ve 2 závodech – JARAMA, LE MANS                               |
| 2014 | DNF                        |                            |                            | Kolomý Martin            | Kilián David, Kilián René     | TATRA 815 Buggyra FATBOY     | 12.500 cm³, GYRTECH RALLY POWER MK-14 3EC          |                                                                     |
| 2014 | 4. místo                   | 2. místo                   | 8 výher                    | Lacko Adam               |                               | Buggyra FREIGHTLINER BIG BOY | 12.500 cm³, GYRTECH RACE POWER MK-14 3EC           |                                                                     |
| 2014 | 5. místo                   | 2. místo                   | 3 výhry                    | Vršecký David            |                               | Buggyra FREIGHTLINER BIG BOY | 12.500 cm³, GYRTECH RACE POWER MK-14 3EC           |                                                                     |
| 2015 | 7. místo                   |                            |                            | Kolomý Martin            | Kilián David, Kilián René     | TATRA 815 Buggyra FATBOY     | 12.500 cm³, GYRTECH RALLY POWER MK-15 3EC          |                                                                     |
| 2015 | 9. místo                   |                            |                            | Kolomý Martin            | Kilián David, Kilián René     | TATRA 815 Buggyra FATBOY     | 12.500 cm³, GYRTECH RALLY POWER MK-15 3EC          |                                                                     |
| 2015 | 1. místo                   |                            |                            | Kolomý Martin            | Kilián David, Kilián René     | TATRA 815 Buggyra FATBOY     | 12.500 cm³, GYRTECH RALLY POWER MK-15 3EC          |                                                                     |
| 2015 | 1. místo                   |                            |                            | Kolomý Martin            | Kilián David, Kilián René     | TATRA 815 Buggyra FATBOY     | 12.500 cm³, GYRTECH RALLY POWER MK-15 3EC          |                                                                     |
| 2015 | 2. místo                   | 1. místo                   | 6 výher                    | Lacko Adam               |                               | Buggyra FREIGHTLINER BIG BOY | 12.500 cm³, GYRTECH RACE POWER MK-15 3EC           |                                                                     |
| 2015 | 4. místo                   | 1. místo                   | 2 výhry                    | Vršecký David            |                               | Buggyra FREIGHTLINER BIG BOY | 12.500 cm³, GYRTECH RACE POWER MK-15 3EC           |                                                                     |
| 2016 | 17. místo                  |                            | 1 výhra                    | Kolomý Martin            | Kilián David, Kilián René     | TATRA 815 Buggyra FATBOY     | 12.500 cm³, GYRTECH RALLY POWER MK-16 3EC          |                                                                     |
| 2016 | 8. místo                   |                            |                            | Valtr Jaroslav           | Kalina Josef, Šikola Tomáš    | TATRA Buggyra PHOENIX        |                                                    |                                                                     |
| 2016 | 2. místo                   |                            |                            | Vršecký David            | Kalina Josef, Stross Jiří     | TATRA Buggyra PHOENIX        | 12.500 cm³, GYRTECH RALLY POWER MK-16 3EC          |                                                                     |
| 2016 | DNF                        |                            |                            | Kolomý Martin            | Kilián David, Kilián René     | TATRA 815 Buggyra FATBOY     | 12.500 cm³, GYRTECH RALLY POWER MK-16 3EC          |                                                                     |
| 2016 | 1. místo                   |                            |                            | Kolomý Martin            | Kilián David, Kilián René     | TATRA 815 Buggyra FATBOY     | 12.500 cm³, GYRTECH RALLY POWER MK-16 3EC          |                                                                     |
| 2016 | 2. místo                   |                            |                            | Prokop Martin            | Tománek Jan, Stross Jiří      | TATRA Buggyra PHOENIX        | 12.500 cm³, GYRTECH RALLY POWER MK-16 3EC          |                                                                     |
| 2016 | 1. místo                   |                            |                            | Kolomý Martin            | Kilián David, Kilián René     | TATRA 815 Buggyra FATBOY     | 12.500 cm³, GYRTECH RALLY POWER MK-16 3EC          |                                                                     |
| 2016 | 2. místo                   |                            |                            | Vršecký David            | Kalina Josef, Stross Jiří     | TATRA Buggyra PHOENIX        | 12.500 cm³, GYRTECH RALLY POWER MK-16 3EC          |                                                                     |
| 2016 | 1. místo                   |                            |                            | Kolomý Martin            | Kilián David, Kilián René     | TATRA 815 Buggyra FATBOY     | 12.500 cm³, GYRTECH RALLY POWER MK-16 3EC          |                                                                     |
| 2016 | DNF                        |                            |                            | Trněný Karel             | Pritzl Václav, Stross Jiří    | TATRA Buggyra PHOENIX        | 12.500 cm³, GYRTECH RALLY POWER MK-16 3EC          |                                                                     |
| 2016 | 1. místo                   |                            |                            | Kolomý Martin            | Kilián David, Kilián René     | TATRA 815 Buggyra FATBOY     | 12.500 cm³, GYRTECH RALLY POWER MK-16 3EC          |                                                                     |
| 2016 | 2. místo                   | 2. místo                   | 13 výher                   | Lacko Adam               |                               | Buggyra FREIGHTLINER FATFOX  | 12.500 cm³, GYRTECH RACE POWER MK-16 3EC           |                                                                     |
| 2016 | 10. místo                  | 2. místo                   |                            | Forman Jiří              |                               | Buggyra FREIGHTLINER FATFOX  | 12.500 cm³, GYRTECH RACE POWER MK-16 3EC           |                                                                     |
| 2016 | 1. místo                   |                            | 6 výher                    | Vršecký David            |                               | Buggyra PHOENIX              | 12.500 cm³, GYRTECH RACE POWER MK-16 china CC      |                                                                     |
| 2017 | 15. místo                  |                            | 1 výhra                    | Kolomý Martin            | Kilián David, Kilián René     | TATRA Buggyra PHOENIX        | 12.500 cm³, GYRTECH RALLY POWER MK-17 3EC          |                                                                     |
| 2017 | 7. místo                   |                            |                            | Loprais Aleš             | Tománek Jan, Stross Jiří      | TATRA Buggyra PHOENIX        | 12.500 cm³, GYRTECH RALLY POWER MK-17 3EC          |                                                                     |
| 2017 | 11. místo                  |                            | 3 výhry                    | Kolomý Martin            | Ernst Michal, Stross JIří     | TATRA Buggyra PHOENIX        | 12.500 cm³, GYRTECH RALLY POWER MK-17 3EC          |                                                                     |
| 2017 | 2. místo                   |                            |                            | Šoltys Martin            | Kalina Josef, Šikola Tomáš    | TATRA Buggyra PHOENIX        | 12.500 cm³, GYRTECH RALLY POWER MK-17 3EC          |                                                                     |
| 2017 | 1. místo                   | 1. místo                   | 12 výher                   | Lacko Adam               |                               | Buggyra FREIGHTLINER FATFOX  | 12.500 cm³, GYRTECH RACE POWER MK-17 3EC           |                                                                     |
| 2017 | 8. místo                   | 1. místo                   | 1 výhra                    | Vršecký David            |                               | Buggyra FREIGHTLINER FATFOX  | 12.500 cm³, GYRTECH RACE POWER MK-17 3EC           |                                                                     |
| 2017 |                            |                            |                            | Draganovič Alen          |                               | Buggyra FREIGHTLINER FATFOX  | 12.500 cm³, GYRTECH RACE POWER MK-17 3EC           | Účast v 1 závodu – RED BULL RING                                    |
| 2017 |                            |                            |                            | Draganovič Enes          |                               | Buggyra FREIGHTLINER FATFOX  | 12.500 cm³, GYRTECH RACE POWER MK-17 3EC           | Účast v 1 závodu – MISANO                                           |
| 2017 | 1. místo                   |                            | 6 výher                    | Vršecký David            |                               | Buggyra PHOENIX              | 12.500 cm³, GYRTECH RACE POWER MK-16 china CC      |                                                                     |
| 2018 | 11. místo                  |                            |                            | Kolomý Martin            | Plný Rostislav, Stross Jiří   | TATRA Buggyra PHOENIX        | 12.500 cm³, GYRTECH RALLY POWER MK-18 3EC          |                                                                     |
| 2018 | 12. místo                  |                            |                            | Šoltys Martin            | Kalina Josef, Šikola Tomáš    | TATRA Buggyra PHOENIX        | 12.500 cm³, GYRTECH RALLY POWER MK-18 3EC          |                                                                     |
| 2018 | 1. místo                   |                            |                            | Kolomý Martin            | Tománek Jan, Stross Jiří      | TATRA 815 Buggyra FATBOY     | 12.500 cm³, GYRTECH RALLY POWER MK-18 3EC          |                                                                     |
| 2018 | DNF                        |                            |                            | Šoltys Martin            | Schovánek David, Šikola Tomáš | TATRA Buggyra PHOENIX        | 12.500 cm³, GYRTECH RALLY POWER MK-18 3EC          |                                                                     |
| 2018 | 2. místo                   | 3. místo                   | 3 výhry                    | Lacko Adam               |                               | Buggyra FREIGHTLINER FATFOX  | 12.500 cm³, GYRTECH RACE POWER MK-18 3EC           |                                                                     |
| 2018 | 15. místo                  | 3. místo                   |                            | James Oliver             |                               | Buggyra FREIGHTLINER FATFOX  | 12.500 cm³, GYRTECH RACE POWER MK-18 3EC           |                                                                     |
| 2018 | 1. místo                   | 1. místo                   | 6 výher                    | Vršecký David            |                               | Buggyra ZERO                 | WEICHAI by GYRTECH                                 |                                                                     |
| 2018 | 2. místo                   | 1. místo                   |                            | Gong Bin                 |                               | Buggyra PHOENIX              | 12.500 cm³, GYRTECH RACE POWER MK-16 china CC      |                                                                     |
| 2019 | DNF                        |                            |                            | Kolomý Martin            | Plný Rostislav, Stross Jiří   | TATRA Buggyra PHOENIX        | 12.500 cm³, GYRTECH RALLY POWER MK-19 3EC          | 5. místo v Semi-marathonu                                           |
| 2019 | DNF                        |                            |                            | Šoltys Martin            | Schovánek David, Šikola Tomáš | TATRA Buggyra PHOENIX        | 12.500 cm³, GYRTECH RALLY POWER MK-19 3EC          |                                                                     |
| 2019 | 3. místo                   | 3. místo                   | 3 výhry                    | Lacko Adam               |                               | Buggyra FREIGHTLINER VK50    | 12.500 cm³, GYRTECH RACE POWER MK-19 3EC           |                                                                     |
| 2019 | 11. místo                  | 3. místo                   |                            | James Oliver             |                               | Buggyra FREIGHTLINER FATFOX  | 12.500 cm³, GYRTECH RACE POWER MK-19 3EC           | 1. místo GRAMMAR CUP                                                |
| 2020 | 27. místo                  |                            |                            | Macháček Josef           | Tošenovský Vlastimil          | CANAM Buggyra MK50XRS        | 900 cm³, CAN-AM BRP GYRTECH MK-22 3EC IN-LINE 3    |                                                                     |
| 2020 | 11. místo                  |                            |                            | Šoltys Martin            | Schovánek David, Šikola Tomáš | TATRA Buggyra PHOENIX        | 12.500 cm³, GYRTECH RALLY POWER MK-20 3EC          |                                                                     |
| 2020 |                            |                            |                            | Lacko Adam               |                               | Buggyra FREIGHTLINER DV50    | 12.500 cm³, GYRTECH RACE POWER MK-20 3EC           |                                                                     |
| 2020 |                            |                            |                            | Calvet Teo               |                               | Buggyra FREIGHTLINER VK50    | 12.500 cm³, GYRTECH RACE POWER MK-19 3EC           |                                                                     |
| 2020 |                            |                            |                            | Koloc Aliyyah            |                               | Buggyra FREIGHTLINER FATFOX  | 12.500 cm³, GYRTECH RACE POWER MK-18 3EC           |                                                                     |
| 2021 | 9. místo                   |                            |                            | Casale Ignacio           | Alvaro Leon, Hoffmann David   | TATRA Buggyra PHOENIX        | 12.500 cm³, GYRTECH RALLY POWER MK-20 3EC          |                                                                     |
| 2021 | 10. místo                  |                            |                            | Šoltys Martin            | Schovánek David, Šikola Tomáš | TATRA Buggyra PHOENIX        | 12.500 cm³, GYRTECH RALLY POWER MK-20 3EC, Allison |                                                                     |
| 2021 | 1. místo                   |                            |                            | Macháček Josef           | Pavel Vyoral                  | CANAM Buggyra DV50XRS        | 900 cm³, CAN-AM BRP GYRTECH MK-22 3EC IN-LINE 3    | Vítěz kategorie T3 Prototype                                        |